# Mjölkviks gård

Mjölkviks gård är en herrgård i Kinda kommun (Västra Eneby socken), Östergötlands län.

## Historia
Mjölkviks gård är belägen vid Åsunden i Västra Eneby socken, Kinda härad. Gården köptes 1381 av Bo Jonsson från Aernils Aelifssons änka Maerita Magnusadotter. År 1686 var gården en kronogård och 1726 en frälsegård under Hovby. Den ägdes 1783 av majoren Westerling, 1818 och 1825 av hans änka Sofi Westerling, samt senare och till sin död 1872 av kapten Johan Peter Westerling till Åby. Efter honom såldes gården till ett sågverksbolag.